# روزان (روزنامه)
روزنامه روزان (بنیان‌گذاری در ۱۳۷۴ /۱۹۹۵) روزنامه و وبگاهی خبری به زبان فارسی در ایران است که در گستره سراسری پخش می‌شود. شمسی پورمحمدی، مدیرمسئول این روزنامه است.

## دربارهٔ روزنامه روزان
روزنامه روزان یکی از روزنامه‌های اصلاح‌طلب در ایران است. سابقه انتشار اولین شماره روزان به تیر ماه سال ۷۴ در قالب هفته‌نامه ای ادبی و فرهنگی در خوزستان بازمی‌گردد. این هفته‌نامه محلی در خوزستان آسیب دیده از ۸ سال جنگ و خشونت با هدف قرار دادن نشر آثار نویسندگان و شاعران جوان توانست چهره‌های زیادی را که در آن زمان اولین آثار خود را به دست چاپ و نشر سپرده بودند به جامعه فرهنگی و ادبی معرفی نماید. از چهره‌های سرشناسی که در شورای سردبیری روزان در دوره اول انتشار فعالیت داشته‌اند می‌توان از افرادی چون «هرمز علی پور» و «مصطفی مستور» یاد کرد. از کارهای برجسته دوره اول روزان همچنین می‌توان به گفتگوی اختصاصی این هفته‌نامه با «محمود دولت‌آبادی» اشاره کرد که در سه شماره متوالی چاپ و منتشر شد. اهمیت انتشار این گفتگو در آن زمان به این دلیل بود که رابطه روشنفکران با حاکمیت و دولت‌های منتسب به آن رابطه ای متاثر از رویدادهای دهه شصت و غالبا تیره و قهرآمیز بود. به همین دلیل انتشار این گفتگو در فضای فرهنگی پیش از آغاز دوره اصلاحات در ایران، آن هم در هفته‌نامه ای محلی بازتاب زیادی در محافل ادبی و سیاسی آن زمان داشت و توانست «روزان» را به عنوان نشریه ای نواندیش و تحول گرا در محافل ادبی زمان خود معرفی کند.
دوره دوم فعالیت روزان در استان خوزستان به سال ۷۹ و آغاز دوره دوم دولت اصلاحات در ایران بازمی‌گردد. این دوره از فعالیت روزان در حالی آغاز شد که عملکرد اصلاح طلبان در دوره اول ریاست جمهوری سید محمد خاتمی با انتقادات زیادی از سوی برخی نهادهای حاکمیتی و همچنین بخشی از بدنه اجتماعی خود مواجه شده بود. این انتقادها در استان خوزستان به دلیل تشدید مسایل قومی از سوی برخی گروه‌های سیاسی بشدت فضای فرهنگی - سیاسی استان را تحت تأثیر قرار داده بود. بر این اساس تعدادی از نخبگان و روزنامه نگاران مستقل خوزستان با تغییر رویکرد انتشار روزان از فرهنگی و ادبی به اجتماعی – سیاسی و تغییر وضعیت آن به روزنامه و به رغم حمایت از دولت اصلاحات و حفظ رویکرد اصلاح طلبانه بر آن شدند تا با با اتخاذ رویکرد «انتقادی» فضای جدیدی را در عرصه فعالیت‌های مطبوعاتی استان رقم زنند که با استقبال زیادی از سوی نخبگان استان مواجه شد. از روزنامه نگاران بومی و برجسته ای که در این دوره در شورای سردبیری روزان فعالیت داشتند می‌توان از «خداداد شوراب» نام برد. همچنین یکی از اقدامات فرهنگی این دوره از فعالیت «روزان» برگزاری مراسم بزرگداشت «احمد محمود» با حضور نویسنده فقید و خانواده اش، نخبگان استانی و سخنرانی «عطالله مهاجرانی» وزیر وقت ارشاد بود که با همکاری اداره کل فرهنگ و ارشاد اسلامی خوزستان در سالن همایش آفتاب شهر اهواز برگزارشد و با استقبال کم‌نظیر مردم خوزستان مواجه شد.
مهرماه سال ۸۷ و در آستانه آغاز دوره دوم دولت محمود احمدی‌نژاد همزمان بود با آغاز انتشار روزنامه روزان در گستره کشوری. انتشاری که شاید از نظر بسیاری می‌توانست پیامدهای دشواری را برای فعالان عرصه روزنامه‌نگاری در آن مقطع در پی داشته باشد. پیامدهایی که روزان نیز البته همه هزینه‌های مادی و معنوی اش را تا آذر ماه سال ۹۳ به دوش کشید و با دو بار توقیف انتشار در همان سال و سال ۹۵ (جمعا ۶ماه) به استناد به یک پرونده قضایی به سهم خود آن‌ها را پرداخت نمود.
هم‌اکنون با پایان دوره شش‌ماهه توقیف و از سرگیری دوره جدید انتشار و به رغم همه تنگناهای موجود در عرصه فعالیت رسانه ای و مطبوعاتی، روزان دوره جدید را که از اردیبهشت ۹۶ آغاز گردیده است، دوره تثبیت اهداف و ایده‌های خود در عرصه رسانه نگاری می‌داند. در همین راستا و بر اساس سابقه دیرینه خود «روزان» اعلام می‌نمایند مشی مستقلانه ای را در پیشبرد اهداف رسانه ای خود داشته و هیچگونه وابستگی به گروه‌های فعال سیاسی در عرصه کشور ندارد و دیدگاه‌ها و مواضع سیاسی خود را با توجه به مصالح ملی، منفعت عمومی و با استفاده از خرد جمعی حاکم بر جریانات نو اندیش و با هدف رشد و توسعه کشور دنبال خواهد کرد و در این رویکرد بهره‌مندی از «نقد منصفانه» را به عنوان ابزار پیشرفت و توسعه در همه امور می‌داند.

## توقیف روزنامه روزان
روزنامه روزان در سال ۱۳۹۳ علی‌رغم مخالفت وزارت ارشاد توقیف شد. توقیف این روزنامه پس از دو دهه انتشار در ایران صورت گرفت. در شماره روز ۲۹ آذرماه، با انتشار عکس بزرگی از آیت‌الله منتظری در صفحه اول، مطالب ویژه‌ای را دربارهٔ او به چاپ رسانده بود. این روزنامه سپس رفع توقیف شد و همچنان در ایران چاپ و منتشر می‌شود.

تیتری که باعث توقیف روزنامه روزان شد

همچنین یغما فشخامی، خبرنگار روزنامه توقیف‌شده «روزان» نیز بازداشت شد. اما در پی آن مدیرمسئول این روزنامه اعلام کرد که بازداشت این خبرنگار ارتباطی با دلیل توقیف روزنامه ندارد.
در تاریخ ۲۵ آبان ۱۳۹۵ در پی طرح شکایاتی در دادسرا؛ روز چهارشنبه به مسوولان روزان ابلاغ شد تا روز برگزاری دادگاه از انتشار روزنامه خودداری نمایند به همین دلیل، این روزنامه عملاً توقیف موقت شد.

## مدیر سایت روزان سرپرست یک خبرگزاری شد
حسام الدین شیخی روزنامه‌نگار، شاعر، نویسنده و فعال سیاسی ایرانی، مشاور رسانه ای برخی شخصیت‌های سیاسی کشور است. او در اردیبهشت سال ۱۳۹۸ بعنوان سرپرست خبرگزاری برنا (وزارت ورزش و جوانان) در استان کرمانشاه منصوب شد.